# Souchitsa (Gostivar)
Pour les articles homonymes, voir Souchitsa.
Souchitsa (en macédonien Сушица) est un village du nord-ouest de la Macédoine du Nord, situé dans la municipalité de Gostivar. Le village comptait 8 habitants en 2002.

## Démographie
Lors du recensement de 2002, le village comptait :
- Macédoniens : 8